# Onna ga Medatte Naze Ikenai
Singles de Morning Musume
Kimagure Princess
(28 octobre 2009) Seishun Collection
(9 juin 2010)
Onna ga Medatte Naze Ikenai (女が目立って なぜイケナイ, trad. : « Pourquoi les femmes sont-elles sensibles ? ») est le 42e single du groupe Morning Musume.

## Présentation
Le single, écrit et produit par Tsunku, sort le 10 février 2010 au Japon sur le label zetima. Il atteint la 5e place du classement Oricon, et reste classé pendant 4 semaines, pour un total de 44 035 exemplaires vendus durant cette période.
Il sort également dans trois éditions limitées notées « A », « B » et « C », avec des pochettes différentes, contenant chacune en supplément un DVD différent avec une version alternative du clip vidéo de la chanson. Le single sort aussi au format « single V » (DVD). Une édition spéciale « event V » (DVD) sera vendue lors de représentations.
C'est le premier single du groupe à sortir après le départ de Koharu Kusumi, qui l'a quitté deux mois auparavant. La chanson-titre sert de thème musical à une émission télévisée de la chaine TBS, et figurera sur le dixième album qui sort le mois suivant, 10 My Me, ainsi que sur la compilation de fin d'année du Hello! Project Petit Best 11.

## Formation
Membres du groupe créditées sur le single :
- 5e génération : Ai Takahashi, Risa Niigaki
- 6e génération : Eri Kamei, Sayumi Michishige, Reina Tanaka
- 8e génération : Aika Mitsui, Jun Jun, Lin Lin

## Liste des titres
Single CD
1. Onna ga Medatte Naze Ikenai (女が目立って なぜイケナイ?)
2. Nakidasu Kamo Shirenai yo (泣き出すかもしれないよ?)
3. Onna ga Medatte Naze Ikenai (Instrumental) (女が目立って なぜイケナイ...?)

DVD de l'édition limitée « A »
1. Onna ga Medatte Naze Ikenai (Dance Shot Ver.) (女が目立って なぜイケナイ...?)

DVD de l'édition limitée « B »
1. Onna ga Medatte Naze Ikenai (Close-up Ver.) (女が目立って なぜイケナイ...?)

DVD de l'édition limitée « C »
1. Onna ga Medatte Naze Ikenai (Make-up Ver.) (女が目立って なぜイケナイ...?)

Single V (DVD)
1. Onna ga Medatte Naze Ikenai (女が目立って なぜイケナイ?)
2. Onna ga Medatte Naze Ikenai (Stage Ver.) (女が目立って なぜイケナイ...?)
3. Making Eizo (メイキング映像?) (making of)

DVD de l'édition limitée « event V »
1. Onna ga Medatte Naze Ikenai (Close-up Ver. Takahashi Ai) (... Close-up Ver. 高橋愛?)
2. Onna ga Medatte Naze Ikenai (Close-up Ver. Niigaki Risa) (... Close-up Ver. 新垣里沙?)
3. Onna ga Medatte Naze Ikenai (Close-up Ver. Kamei Eri) (... Close-up Ver. 亀井絵里?)
4. Onna ga Medatte Naze Ikenai (Close-up Ver. Michishige Sayumi) (... Close-up Ver. 道重さゆみ?)
5. Onna ga Medatte Naze Ikenai (Close-up Ver. Tanaka Reina) (... Close-up Ver. 田中れいな?)
6. Onna ga Medatte Naze Ikenai (Close-up Ver. Kusumi Koharu) (... Close-up Ver. 久住小春?)
7. Onna ga Medatte Naze Ikenai (Close-up Ver. Mitsui Aika) (... Close-up Ver. 光井愛佳?)
8. Onna ga Medatte Naze Ikenai (Close-up Ver. Junjun) (... Close-up Ver. ジュンジュン?)
9. Onna ga Medatte Naze Ikenai (Close-up Ver. Linlin) (... Close-up Ver. リンリン?)